# Jodie Burrageová
Jodie Anna Burrageová (* 28. května 1999 Londýn) je britská profesionální tenistka. Ve své dosavadní kariéře nevyhrála na okruhu WTA Tour vyhrála jeden deblový turnaj. V sérii WTA 125 vybojovala jednu deblovou trofej. V rámci okruhu ITF získala šest titulů ve dvouhře a sedm ve čtyřhře.
Na žebříčku WTA byla ve dvouhře nejvýše klasifikována v září 2023 na 85. místě a ve čtyřhře v lednu 2024 na 147. místě. Trénuje ji Craig Veal.

## Tenisová kariéra

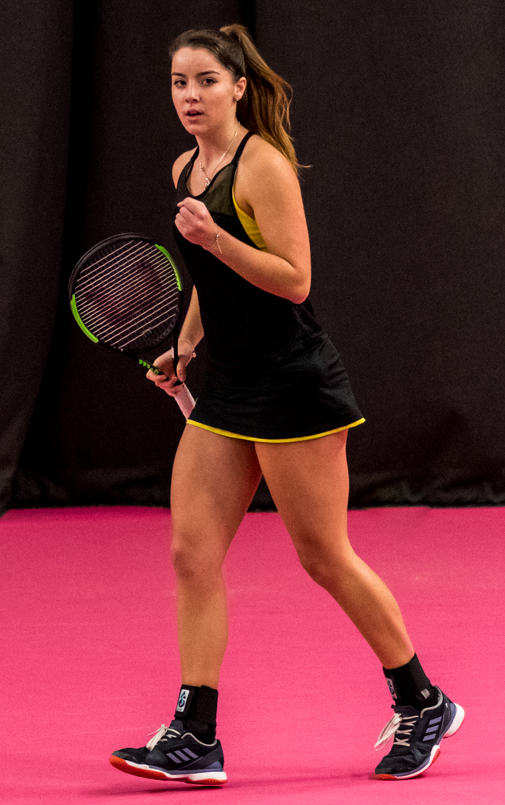
Burrageová v Loughborough, 2018

V červnu 2014, kdy byla patnáctiletou juniorkou, porazila na liverpoolské travnaté exhibici úřadující wimbledonskou šampionku Marion Bartoliovou, která ukončila kariéru během srpna 2013. Francouzka zápas skrečovala za stavu 5–7 a 2–3. V rámci okruhu ITF debutovala v září téhož roku, když na turnaji v anglickém Barnstaple dotovaném 25 tisíci dolary postoupila z kvalifikace. Ve druhém kole dvouhry podlehla 22leté Lotyšce Diāně Marcinkēvičové z třetí světové stovky. Premiérový titul v této úrovni tenisu vybojovala během července 2017 v Dublinu, na kobercovém turnaji s rozpočtem 15 tisíc dolarů. Ve finále přehrála Irku Sinéad Lohanovou.
Na okruhu WTA Tour debutovala ve čtyřhře listopadového Upper Austria Ladies Linz 2020, do níž nastoupila s Němkou Sabinou Lisickou. V závěru úvodního kola proti Eikeriové a Sizikovové si však německá spoluhráčka při podvrtnutí kolena přetrhla přední zkřížený vaz a utkání musely skrečovat. První singlovou hlavní soutěží WTA se stal lednový Abu Dhabi WTA Women’s Tennis Open 2021, na kterém postoupila z kvalifikace až jako šťastná poražena. Z třísetové bitvy prvního duelu však odešla poražena od krajanky Heather Watsonové, figurující na padesáté osmé příčce.
V hlavní soutěži grandslamu debutovala v ženském singlu Wimbledonu 2021, kam jako 274. hráčka žebříčku obdržela divokou kartu. Pouze tři gamy uhrála na Američanku Lauren Davisovou z konce první stovky klasifikace. V úvodu Livesport Prague Open 2021 ji vyřadila  Kateřina Siniaková. Členku elitní světové desítky  poprvé porazila na travnatém Rothesay International Eastbourne 2022, kde ji nedokázala vzdorovat čtvrtá hráčka žebříčku a nejvýše nasazená Paula Badosová. Poté ale nenašla recept na Brazilku Beatriz Haddad Maiovou. Bodový zisk ji ve 23 letech poprvé posunul do Top 150, když jí po turnaji patřilo 141. místo.

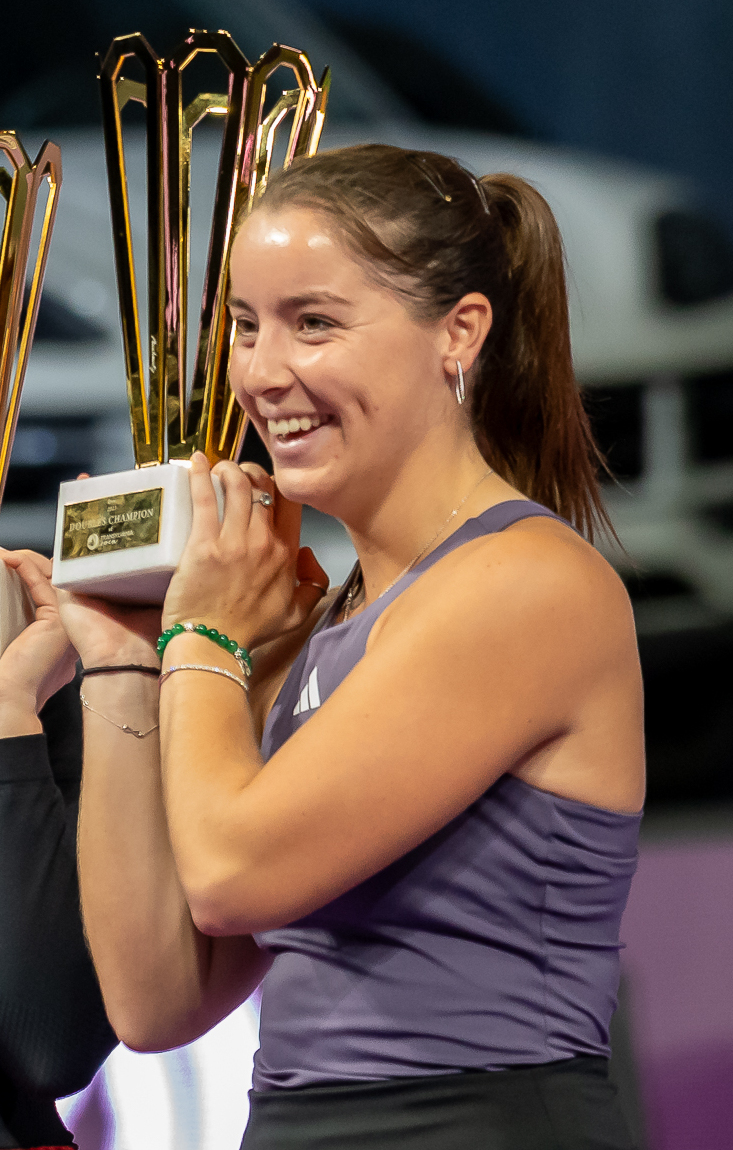
S trofejí ze čtyřhry Transylvania Open 2023

Do čtvrtfinále, semifinále i finále na okruhu WTA premiérově postoupila na travnatém Rothesay Open Nottingham 2023. cestou soutěží postupně vyřadila Tereza Martincovou až v tiebreaku rozhodující sady, světovou jednadvacítku Magdu Linetteovou, další Polku Magdalenu Fręchovou a Francouzku Alizé Cornetovou. Až v boji o titul podlehla krajance Katie Boulterové, která jako 126. hráčka žebříčku startovala na divokou kartu. Obě tak odehrály třetí ryze britské finále na túře WTA, a první od finálového zápasu v San Franciscu 1977. Třetí ročník v řadě získala od pořadatelů divokou kartu do All England Clubu. Prvním vyhraným utkáním na grandslamu, na úvod Wimbledonu 2023, nad Američanku Caty McNallyovou si zajistila debutový posun do elitní světové stovky. Poté však získala jen dva gamy na světovou desítku Darju Kasatkinovou, kterou označila „za svou zřejmě nejhorší noční můru“. Po skončení se s Mirrou Andrejevovou poprvé posunuly do Top 100, v níž figurovala na 98. místě.
První trofej na túře WTA vybojovala ve čtyřhře říjnového Transylvania Open 2023 v Kluži, do níž nastoupila se Švýcarkou Jil Teichmannovou. Ve čtvrtfinále přehrály nejvýše nasazené Alyciu Parksovou s Elenou-Gabrielou Ruseovou a do souboje o titul pronikly po výhře nad Dalilou Jakupovićovou a Irinou Chromačovovou. V závěrečném duelu zdolaly francouzsko-ukrajinskou dvojici Léolia Jeanjeanová a Valerija Strachovová po dvousetovém průběhu.

## Finále na okruhu WTA Tour
| Legenda                  |
| ------------------------ |
| D – dvouhra; Č – čtyřhra |
| Grand Slam (0)           |
| Turnaj mistryň (0)       |
| WTA 1000 (0)             |
| WTA 500 (0)              |
| WTA 250 (0–1 D; 1–0 Č)   |

### Dvouhra: 1 (0–1)
| Stav       | č. | datum       | turnaj                     | kategorie | povrch | soupeřka ve finále | výsledek |
| ---------- | -- | ----------- | -------------------------- | --------- | ------ | ------------------ | -------- |
| Finalistka | 1. | červen 2023 | Nottingham, Velká Británie | WTA 250   | tráva  | Katie Boulterová   | 3–6, 3–6 |

### Čtyřhra: 1 (1–0)
| Stav    | č. | datum      | turnaj         | kategorie | povrch    | spoluhráčka      | soupeřky ve finále                      | výsledek |
| ------- | -- | ---------- | -------------- | --------- | --------- | ---------------- | --------------------------------------- | -------- |
| Vítězka | 1. | říjen 2023 | Kluž, Rumunsko | WTA 250   | tvrdý (h) | Jil Teichmannová | Léolia Jeanjeanová Valerija Strachovová | 6–1, 6–4 |

## Finále série WTA 125
| Legenda                  |
| ------------------------ |
| D – dvouhra; Č – čtyřhra |
| WTA 125 (1–0 Č)          |

### Čtyřhra: 1 (1–0)
| Stav    | č. | datum      | turnaj                  | povrch | spoluhráčka    | soupeřky ve finále               | výsledek                   |
| ------- | -- | ---------- | ----------------------- | ------ | -------------- | -------------------------------- | -------------------------- |
| Vítězka | 1. | srpen 2023 | Stanford, Spojené státy | tvrdý  | Olivia Gadecká | Hailey Baptisteová Claire Liuová | 7–6(7–4), 6–7(6–8), [10–8] |

## Tituly na okruhu ITF
| Turnaje okruhu ITF         | Turnaje okruhu ITF            |
| -------------------------- | ----------------------------- |
| Turnaje W100 (100 000 $)   | Turnaje W80 (80 000 $)        |
| Turnaje W75/W60 (60 000 $) | Turnaje W50/W40 (50/40 000 $) |
| Turnaje W35/W25 (25 000 $) | Turnaje W15/W10 (15/10 000 $) |

### Dvouhra (6 titulů)
| Č. | datum         | turnaj                         | kategorie | povrch    | poražená finalistka  | výsledek      |
| -- | ------------- | ------------------------------ | --------- | --------- | -------------------- | ------------- |
| 1. | červenec 2017 | Dublin, Irsko                  | 15 000    | koberec   | Sinéad Lohanová      | 7–6(7–5), 6–4 |
| 2. | březen 2018   | Šarm aš-Šajch, Egypt           | 15 000    | tvrdý     | Nadja Gilchristová   | 6–2, 6–1      |
| 3. | květen 2019   | Jeruzalém, Izrael              | W25       | tvrdý     | Daniela Vismaneová   | 2–6, 6–2, 6–3 |
| 4. | březen 2021   | Dubaj, Spojené arabské emiráty | W25       | tvrdý     | Julija Hatouková     | 6–4, 6–3      |
| 5. | duben 2023    | Croissy Beaubourg, Francie     | W60       | tvrdý (h) | Lucia Bronzettiová   | 3–6, 6–4, 6–0 |
| 6. | prosinec 2024 | Dubaj, Spojené arabské emiráty | W100      | tvrdý     | Polina Kuděrmetovová | 6–3, 6–3      |

### Čtyřhra (7 titulů)
| Č. | datum         | turnaj                        | kategorie | povrch    | spoluhráčka            | poražené finalistky                         | výsledek          |
| -- | ------------- | ----------------------------- | --------- | --------- | ---------------------- | ------------------------------------------- | ----------------- |
| 1. | listopad 2017 | Šarm aš-Šajch, Egypt          | 15 000    | tvrdý     | Freya Christieová      | Linnéa Malmqvistová Park Sang-hee           | 7–5, 3–6, [13–11] |
| 2. | listopad 2017 | Šarm aš-Šajch, Egypt          | 15 000    | tvrdý     | Freya Christieová      | Wacačol Sawatdíová Čanikarn Silakulová      | 6–4, 7–5          |
| 3. | duben 2019    | Bolton, Velká Británie        | W25       | tvrdý     | Alicia Barnettová      | Laura Ioana Paarová Hélène Scholsenová      | 6–3, 6–3          |
| 4. | leden 2020    | Monastir, Tunisko             | W15       | tvrdý     | Tereza Mihalíková      | Mallaurie Noëlová Oona Orpanová             | 6–1, 6–2          |
| 5. | květen 2021   | Salinas, Ekvádor              | W25       | tvrdý     | Paige Houriganová      | Francisca Jorgeová Jacqueline Cabaj Awadová | 6–2, 2–6, [10–8]  |
| 6. | září 2024     | Caldas da Rainha, Portugalsko | W100      | tvrdý     | Anastasija Tichonovová | Francisca Jorgeová Matilde Jorgeová         | 7–6(3), 6–4       |
| 7. | říjen 2024    | Glasgow, Velká Británie       | W75       | tvrdý (h) | Freya Christieová      | Mariam Bolkvadzeová Isabelle Haverlagová    | 6–4, 3–6, [10–5]  |